# City of Peterborough
Die City of Peterborough ist eine Verwaltungseinheit mit dem Status einer Unitary Authority (kreisfreie Stadt) in England. Zu ihr gehören die Stadt Peterborough sowie die umliegenden Ortschaften. Die City of Peterborough liegt im Wesentlichen im Gebiet der traditionellen Grafschaft Northamptonshire.
Die Verwaltungseinheit entstand 1974 durch eine Verschmelzung des Borough of Peterborough mit dem Urban District Old Fletton, der Rural Districts Barnack und Thorney sowie Teilen des Rural District Norman Cross. Diese Gebiete gehörten zuvor zur Verwaltungsgrafschaft Huntingdon and Peterborough.
1998 wurde die City zu einer verwaltungstechnisch von Cambridgeshire unabhängigen Unitary Authority. Sie hat damit wieder den Status einer Verwaltungsgrafschaft, den bereits der Soke of Peterborough, der weitgehend gebietsidentisch war, von 1889 bis 1965 innehatte.